# Tom Zickler
Thomas „Tom“ Zickler (* 1. Mai 1964; † 2. September 2019) war ein deutscher Filmproduzent.

## Leben
Zickler wuchs in Thüringen auf und sammelte von 1986 bis 1988 erste Erfahrungen im Filmgeschäft bei der DEFA, bevor er von 1988 bis 1994 an der HFF Babelsberg studierte. Seit 1994 arbeitete er mit Til Schweiger zusammen, erst bei Mr. Brown Entertainment, wo sie Knockin’ on Heaven’s Door (1997) realisierten, und dann bei Barefoot Films, deren erstes Projekt Barfuss (2005) war. In Zusammenarbeit mit Schweiger war er für einige der erfolgreichsten deutschen Kinoproduktionen der 1990er und 2000er Jahre verantwortlich wie Keinohrhasen, Zweiohrküken oder Barfuss. 2010 kam der Film Friendship! ins Kino, der auf einer wahren Geschichte Zicklers basierte.
Bis 2016 war Zickler Geschäftsführer von Barefoot Films. Mit der Firma Checkpoint Berlin produzierte er die B-Movie-Reihe Planet B.
Tom Zickler und Studio Babelsberg gründeten im Jahr 2017 die gemeinsame Produktionsfirma Traumfabrik Babelsberg. Ziel der Firma ist die Entwicklung und Herstellung von deutschen Eigen- und Koproduktionen für Studio Babelsberg. Geschäftsführer wurden Studio-Babelsberg-Vorstand Christoph Fisser und Tom Zickler, der am 1. Februar 2017 sein Büro auf dem Studiogelände bezog. Damit stieg Studio Babelsberg erstmals nach über 20 Jahren wieder in die Entwicklung deutscher Eigenproduktionen ein.
Zickler starb im September 2019 nach sehr kurzer, schwerer Krankheit im Alter von 55 Jahren an Bauchspeicheldrüsenkrebs. Er hat einen Sohn.
Sein Stiefsohn Egon Werler trat 2021 bei The Voice Kids auf und widmete ihm das Lied Flügel von Max Prosa.

## Filmografie
als Produzent
- 1989: 10 Tage im Oktober (Dokumentarfilm)
- 1997: Knockin’ on Heaven’s Door
- 2000: Falling Rocks
- 2000: Marmor, Stein & Eisen
- 2002: The Antman
- 2002: Detective Lovelorn und die Rache des Pharao
- 2002: Zimmer der Angst (Fernsehfilm)
- 2002: Mask Under Mask
- 2005: Barfuss
- 2006: One Way
- 2007: Keinohrhasen
- 2008: 1½ Ritter – Auf der Suche nach der hinreißenden Herzelinde
- 2009: Zweiohrküken
- 2010: Friendship!
- 2011: Kokowääh
- 2012: Schutzengel
- 2013: Kokowääh 2
- 2013: Großstadtklein
- 2014: Honig im Kopf
- 2016: Tschiller: Off Duty
- 2016: Unsere Zeit ist jetzt
- 2017: Conni & Co 2 – Das Geheimnis des T-Rex
- 2019: Traumfabrik

als Executive Producer
- 1992: Varieté (Kurzfilm)
- 1994: Der unbekannte Deserteur (Kurzfilm)

als Co-Produzent
- 1998: Der Eisbär
- 2013: Keinohrhase und Zweiohrküken
- 2014: Nicht mein Tag
- 2015: Halbe Brüder
- 2015: 8 Sekunden – Ein Augenblick Unendlichkeit
- 2017: Rückkehr nach Montauk
- 2018: Vielmachglas
- 2018: Steig. Nicht. Aus!
- 2018: 25 km/h
- 2020: Lassie – Eine abenteuerliche Reise (posthume Veröffentlichung)